# Elionurus
Elionurus  Humb. & Bonpl. ex Willd. é um género botânico pertencente à família Poaceae, subfamília Panicoideae, tribo Panicoideae.
O gênero apresenta aproximadamente 45 espécies. Ocorrem na África, Ásia, Australásia,  América do Norte e América do Sul.

## Sinônimos
- Callichloea Steud. (SUI)
- Calochloa Kunze (SUO)
- Elyonurus Willd. (SUO)
- Habrurus Hochst. (SUI)

## Principais espécies
- Elionurus barbiculmis Hack.
- Elionurus bilinguis Hack.
- Elionurus candidus Hack.
- Elionurus hirsutus Munro
- Elionurus latiflorus Nees ex Steud
- Elionurus muticus (Spreng.) Kuntze
- Elionurus rostratus Nees
- Elionurus tripsacoides H.B. & K.
- «PPP-Index Lista completa»